# لطيف الفورد اليو
لطيف الفورد اليو (بالإنجليزية: Lateef Elford-Alliyu)‏ (1 يونيو 1992 بإبادان في نيجيريا - ) هو لاعب كرة قدم بريطاني في مركز الهجوم. شارك مع منتخب إنجلترا تحت 17 سنة لكرة القدم. أما مع النوادي، فقد لعب مع كوفنتري سيتي ونادي بوري ونادي ترانمير روفرز لكرة القدم ونادي فاليتا ونادي كيفلافيك ووست بروميتش ألبيون وKeflavík ÍF ‏ ونادي هيرفورد ونادي تاموورث ونادي كرولي تاون.

## وصلات خارجية
- لطيف الفورد اليو على موقع قاعدة بيانات كرة القدم.إي يو (الإنجليزية)
- لطيف الفورد اليو على موقع Soccerbase.com (لاعب) (الإنجليزية)
- لطيف الفورد اليو على موقع عالم كرة القدم.نت (الإنجليزية)